# كولدو فرنانديز
كولدو فرنانديز (بالإسبانية: Koldo Fernández de Larrea)‏ مواليد 13 سبتمبر 1981 في فيتوريا-غاستايز، منطقة إقليم الباسك، إسبانيا، هو دراج إسباني سابق في صنف سباق الدراجات على الطريق. حقق المركز الأول في طواف فونديه سنة 2008.

## وصلات خارجية
- الموقع الرسمي

## روابط خارجية
- كولدو فرنانديز على موقع الاتحاد الدولي للدراجات (الإنجليزية)
- كولدو فرنانديز على موقع أرشيف الدراجات (الإنجليزية)
- كولدو فرنانديز على موقع إحصائيات الدراجات الإحترافية (الإنجليزية)
- كولدو فرنانديز على موقع نسبة الدراجات (الإنجليزية)
- كولدو فرنانديز على موقع CycleBase (الإنجليزية)